# Kojetice (okres Mělník)
Obec Kojetice (německy Kojetitz) se nachází v okrese Mělník, kraj Středočeský. Rozkládá se asi čtrnáct kilometrů jižně od Mělníka a tři kilometry jižně od města Neratovice. Žije zde 964 obyvatel.

## Historie

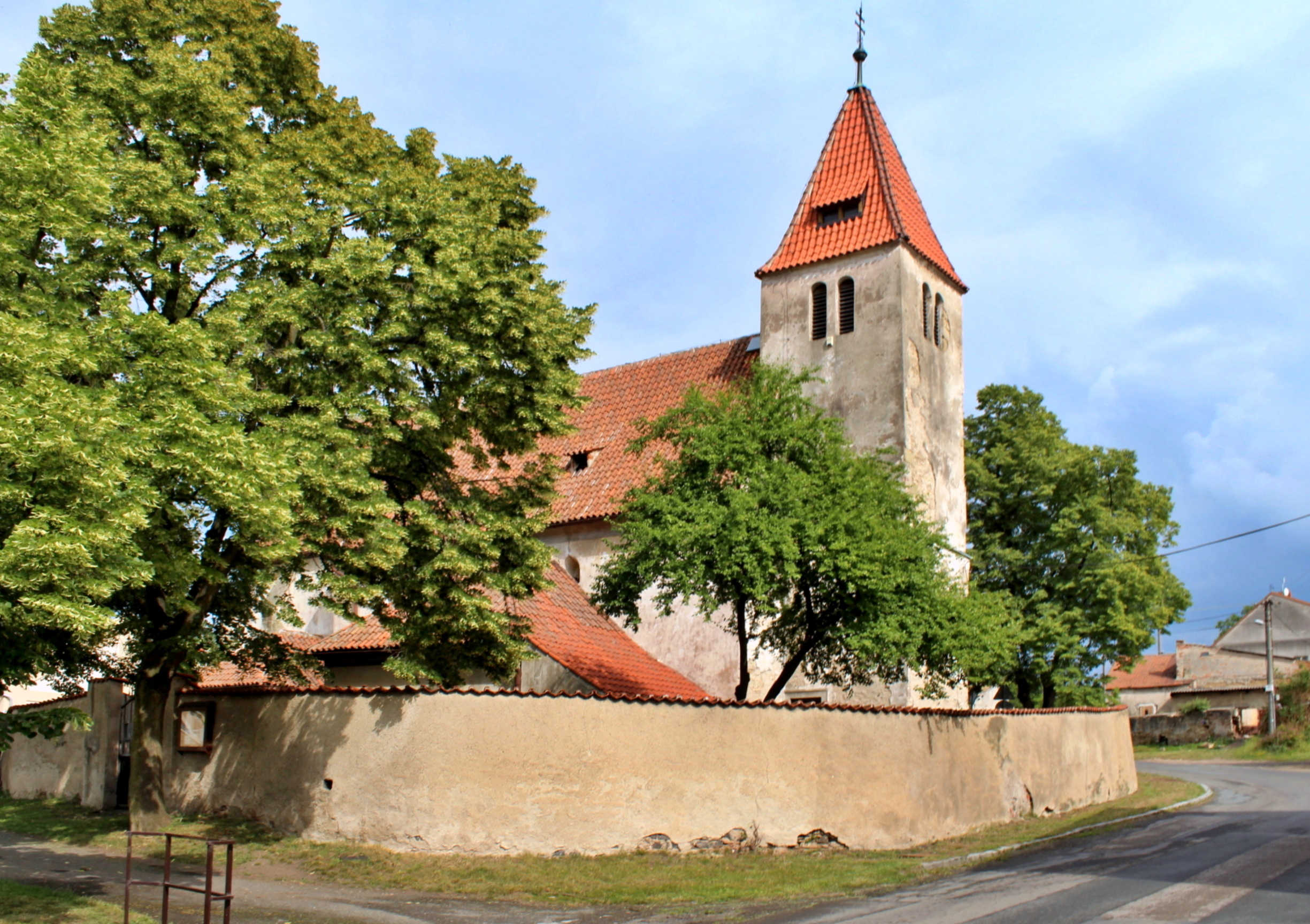
Kojetický kostel sv. Víta

První písemná zpráva pochází z roku 1271.

### Osobnosti
- Bohumil Matějů (1888–1939), český duchovní a hudební skladatel

### Územněsprávní začlenění
Dějiny územněsprávního začleňování zahrnují období od roku 1850 do současnosti. V chronologickém přehledu je uvedena územně administrativní příslušnost obce v roce, kdy ke změně došlo:
- 1850 země česká, kraj Praha, politický i soudní okres Karlín[4]
- 1855 země česká, kraj Praha, soudní okres Karlín
- 1868 země česká, politický i soudní okres Karlín
- 1927 země česká, politický okres Praha-venkov, soudní okres Karlín[5]
- 1929 země česká, politický okres Praha-venkov, soudní okres Praha-sever[6]
- 1939 země česká, Oberlandrat Praha, politický okres Praha-venkov, soudní okres Praha-sever[7]
- 1942 země česká, Oberlandrat Praha, politický okres Praha-venkov-sever, soudní okres Praha-sever[8]
- 1945 země česká, správní okres Praha-venkov-sever, soudní okres Praha-sever[9]
- 1949 Pražský kraj, okres Praha-sever[10]
- 1960 Středočeský kraj, okres Praha-východ
- 2003 Středočeský kraj, okres Praha-východ, obec s rozšířenou působností Neratovice
- 2007 Středočeský kraj, okres Mělník, obec s rozšířenou působností Neratovice[11]

### Rok 1932
V obci Kojetice v Čechách (809 obyvatel, poštovní úřad, telegrafní úřad, telefonní úřad, četnická stanice, katol. kostel) byly v roce 1932 evidovány tyto živnosti a obchody: bednář, obchodník s dobytkem, 2 holiči, 4 hostince, hotel U nádraží, kolář, kovář, 2 krejčí, 2 obuvníci, 2 obchody s palivem, pekař, 3 povozníci, 6 rolníků, 3 řezníci, sedlář, 3 obchody se smíšeným zbožím, Spořitelní a záložní spolek pro Kojetice, tesařský mistr, trafika, 4 truhláři, velkostatek Vávra, zahradnictví, zámečník, továrna na zástěry Gustav Neumann.

## Pamětihodnosti
- Kostel svatého Víta
- Fara
- Brána s brankou usedlosti čp. 10
- depozitum Zemědělské a potravinářské knihovny

## Doprava
Dopravní síť
- Pozemní komunikace – Územím obce prochází silnice I/9 Zdiby - Mělník - Česká Lípa - Rumburk.
- Železnice – Obec Kojetice leží na železniční trati Praha–Turnov na které leží stejnojmenná zastávka. Jedná se o jednokolejnou celostátní trať, doprava byla mezi Čakovicemi a Neratovicemi zahájena roku 1871.

Veřejná doprava 2012
- Autobusová doprava – Na území obce měly zastávky autobusové linky do těchto cílů: Líbeznice, Libiš, Mělník, Neratovice, Odolena Voda, Praha, Štětí (dopravci Veolia Transport Praha, s. r. o., ČSAD Střední Čechy,  a. s., Dopravní podnik hl. m. Prahy, a. s.).
- Železniční doprava – Po trati 070 vedou linky S3 a R3 (Praha-Vršovice - Mladá Boleslav) v rámci pražského systému Esko. V železniční zastávce Kojetice u Prahy zastavovalo v pracovních dnech 19 osobních vlaků, o víkendech 12 osobních vlaků, rychlíky i spěšné vlaky ji projíždějí. Zastávka není obsazena železničním personálem,[13] v její budově je umístěno hlavní vysílací studio Radia Dechovka.[14]

## Turistika
Od železniční zastávky začíná turistická trasa  Kojetice - Lobkovice - Jiřice - Kostelec nad Labem.

## Další fotografie

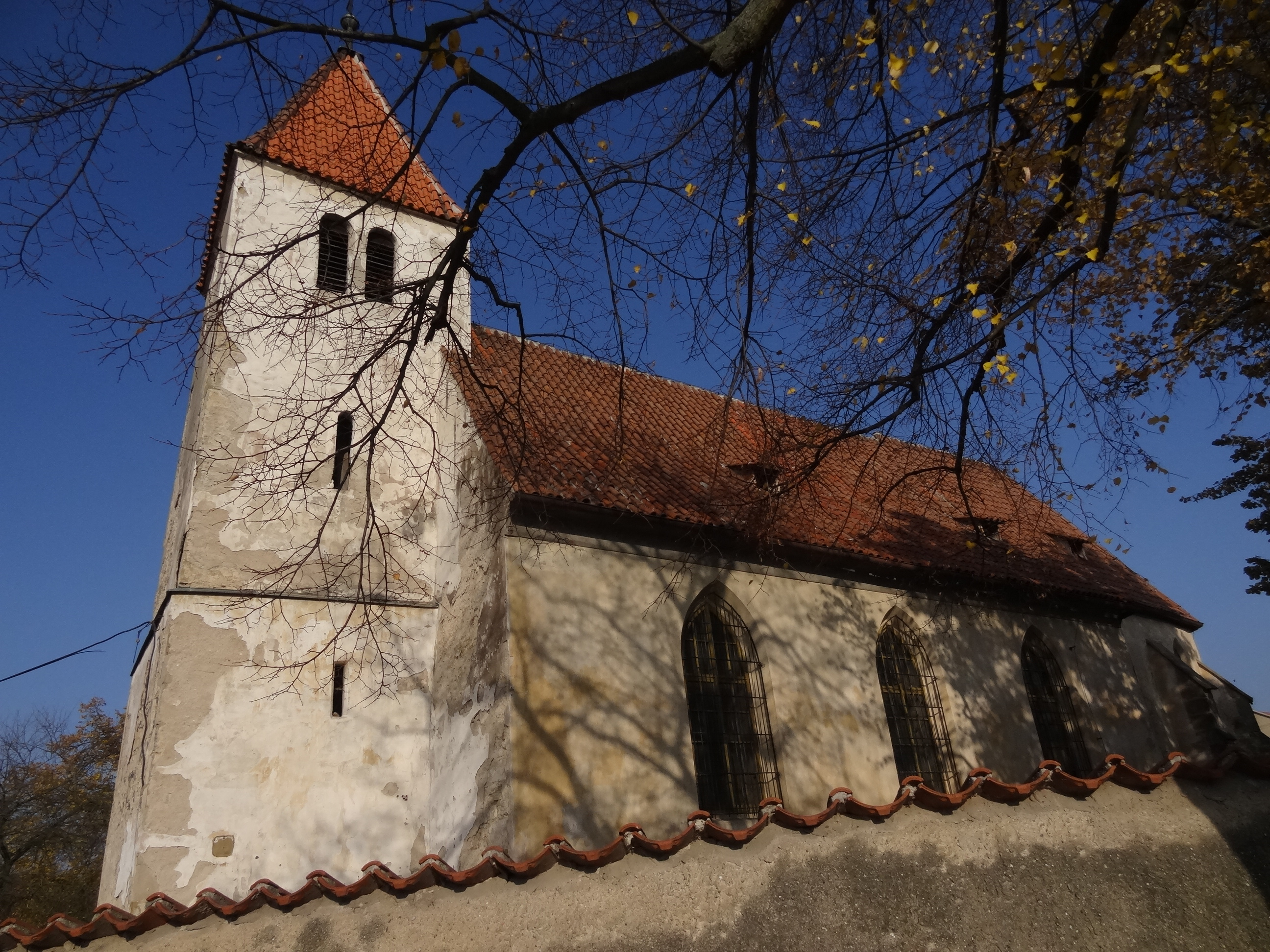
Kostel sv. Víta na návsi
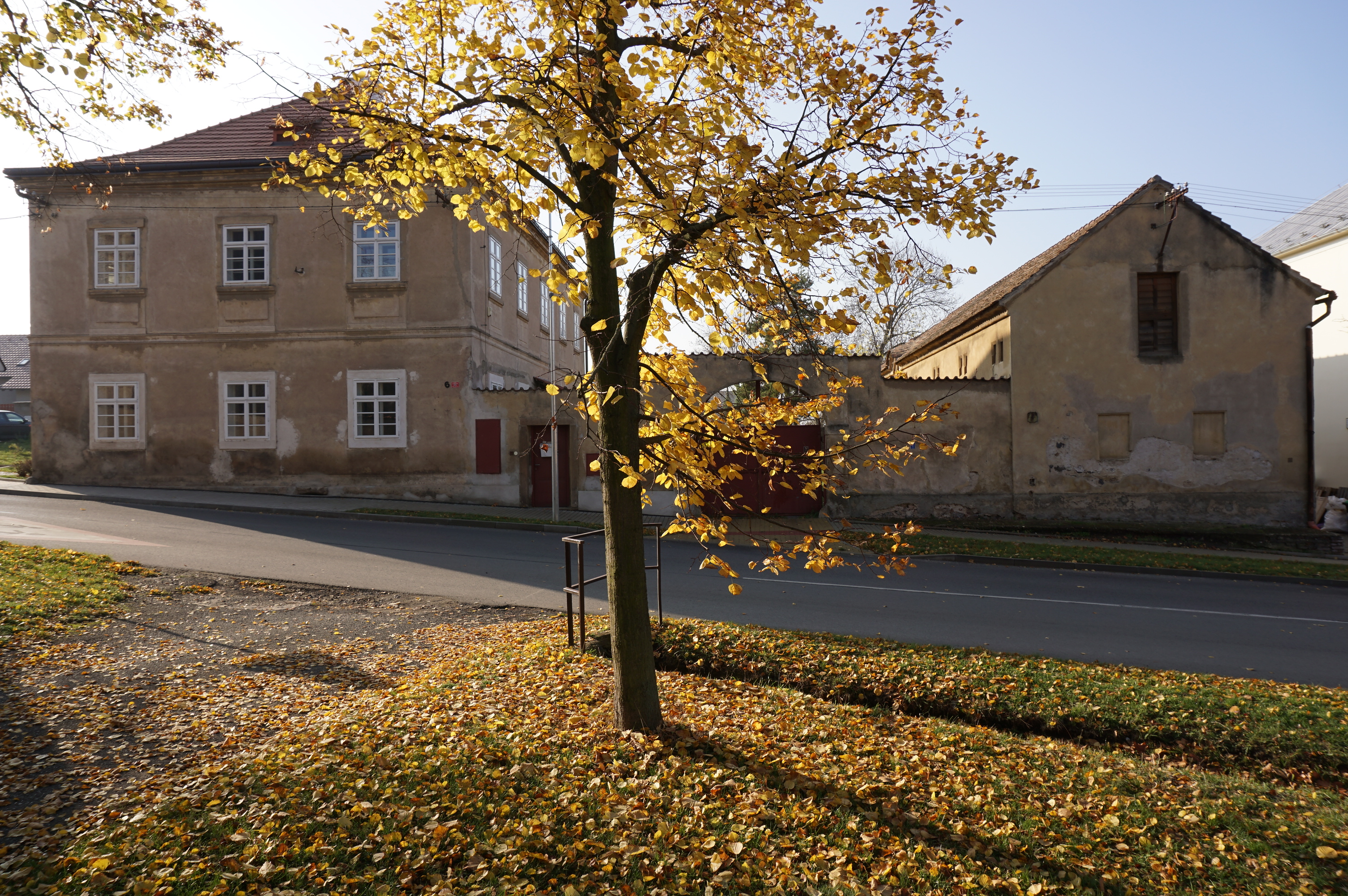
Fara
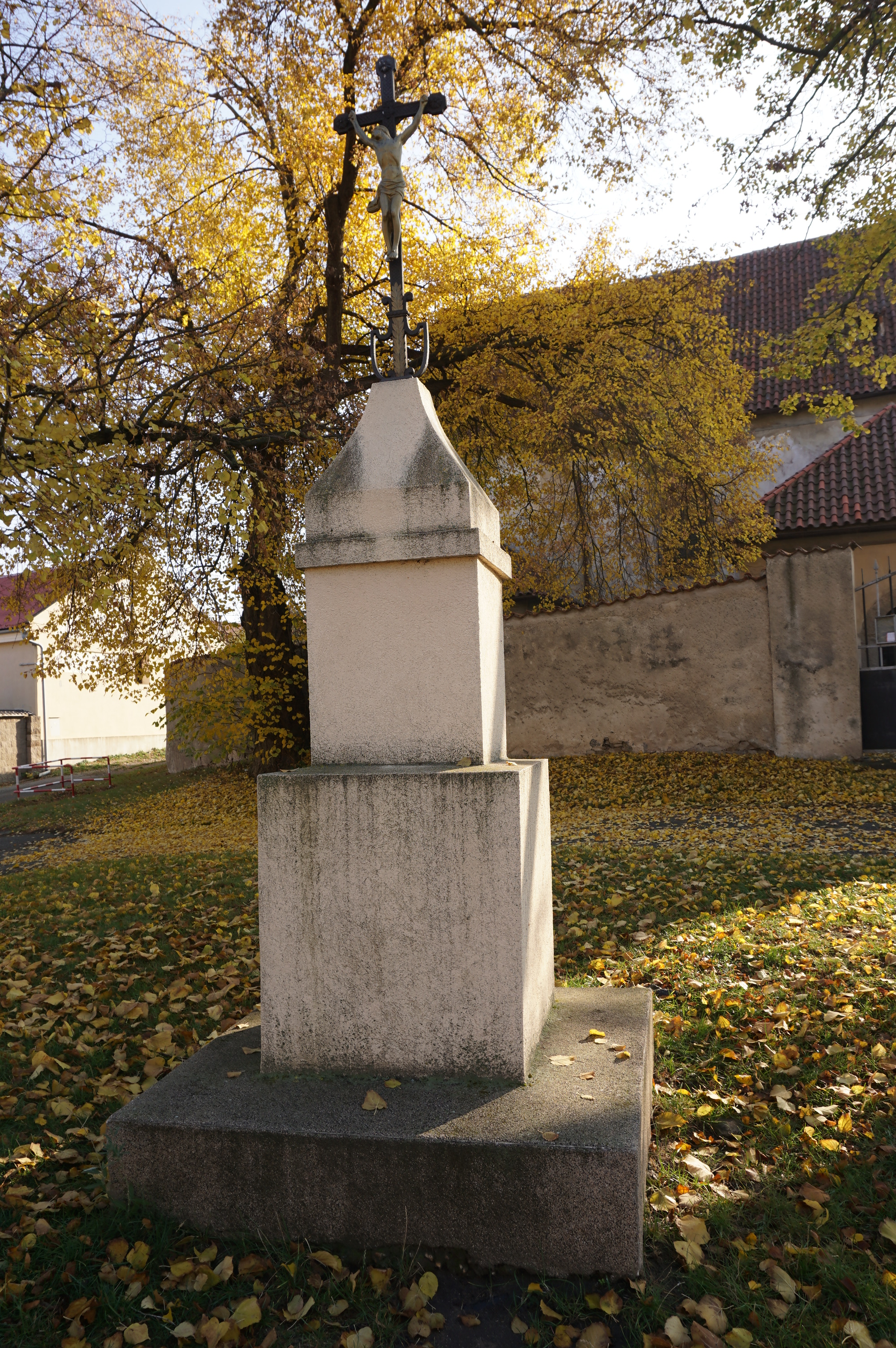
Kříž na návsi pod kostelem
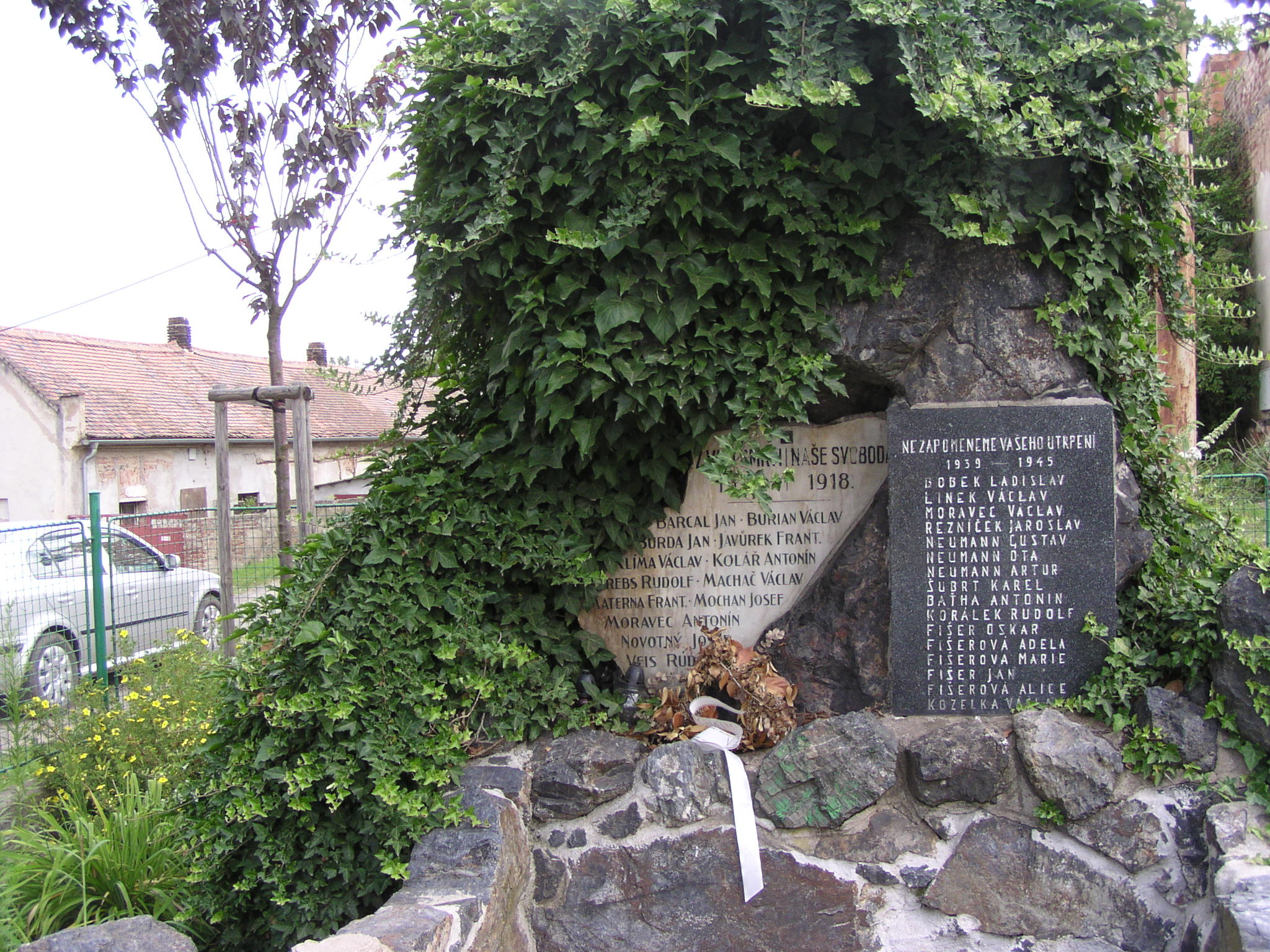
Pomník obětem 1. a 2. světové války
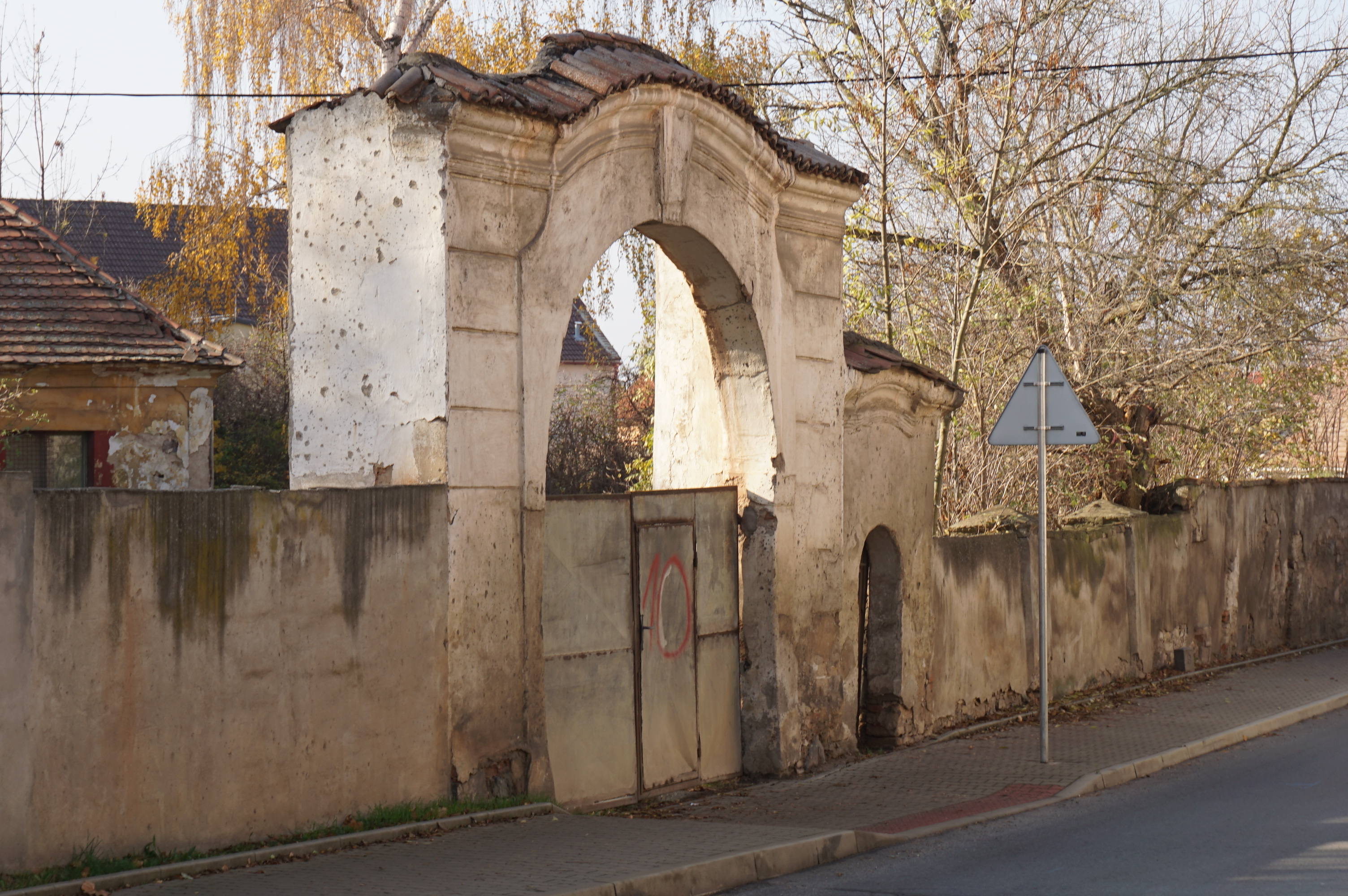
Památkově chráněná brána u čp. 10
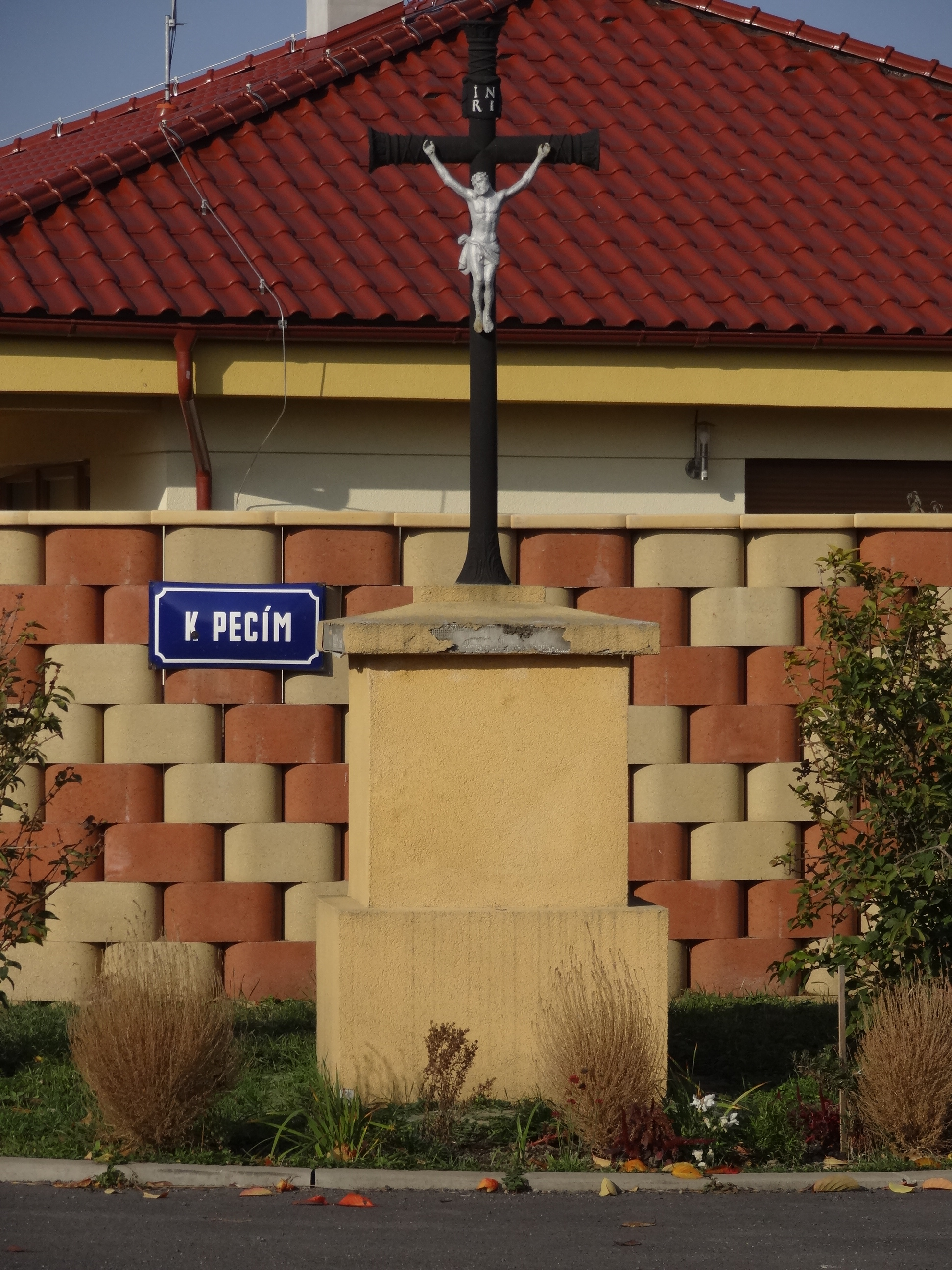
Kříž před čp. 283
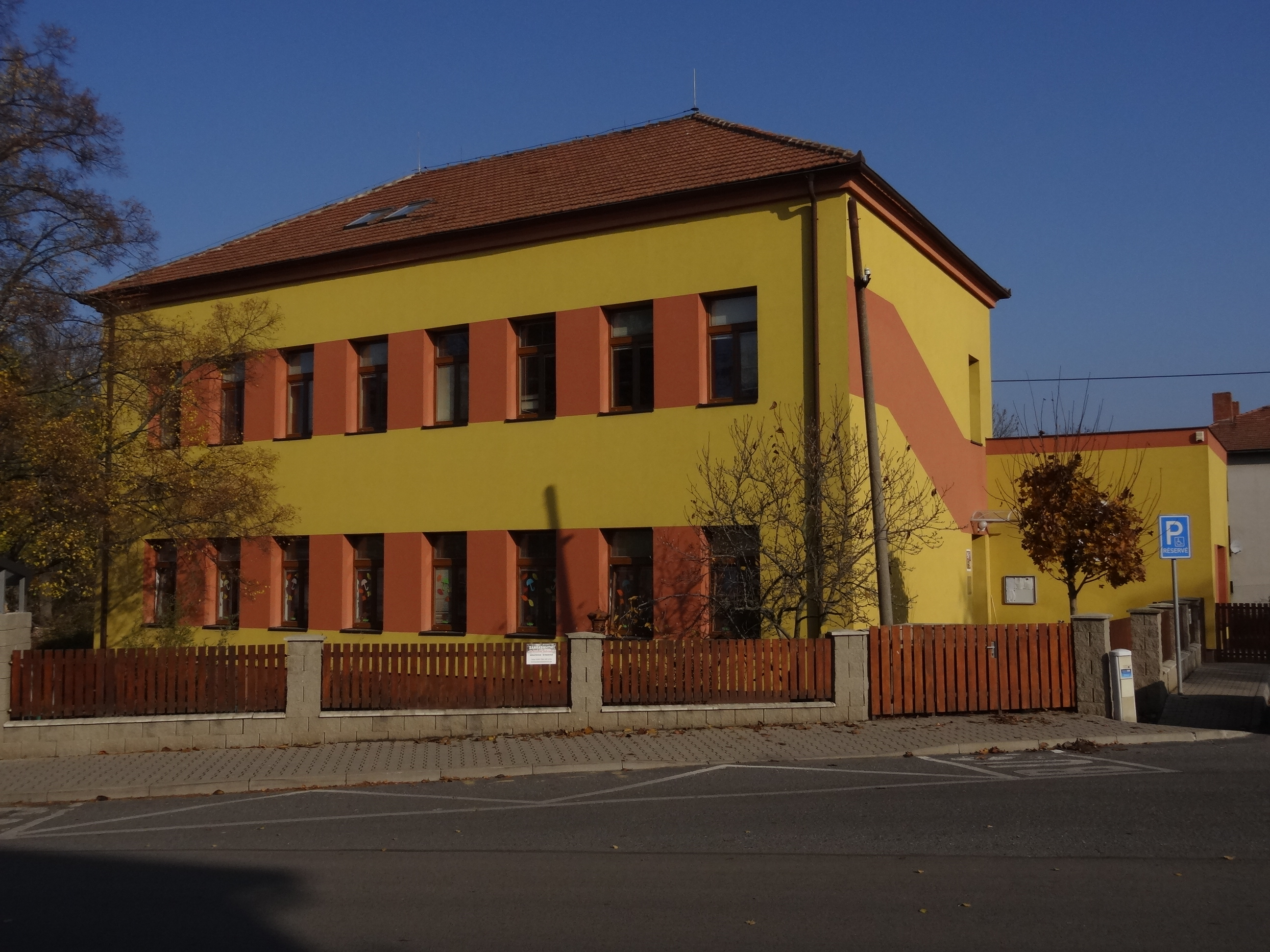
Škola
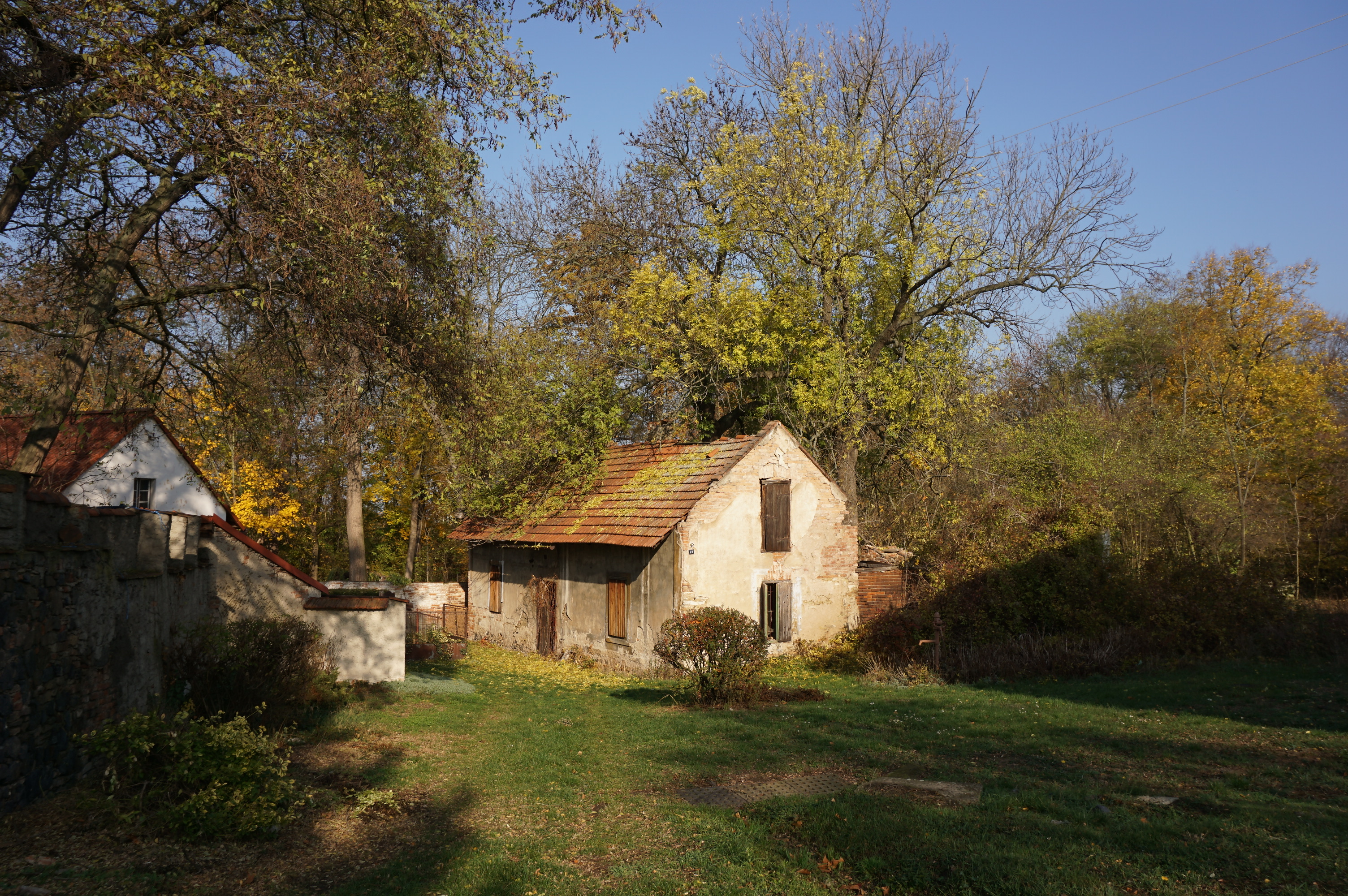
Domek čp. 23
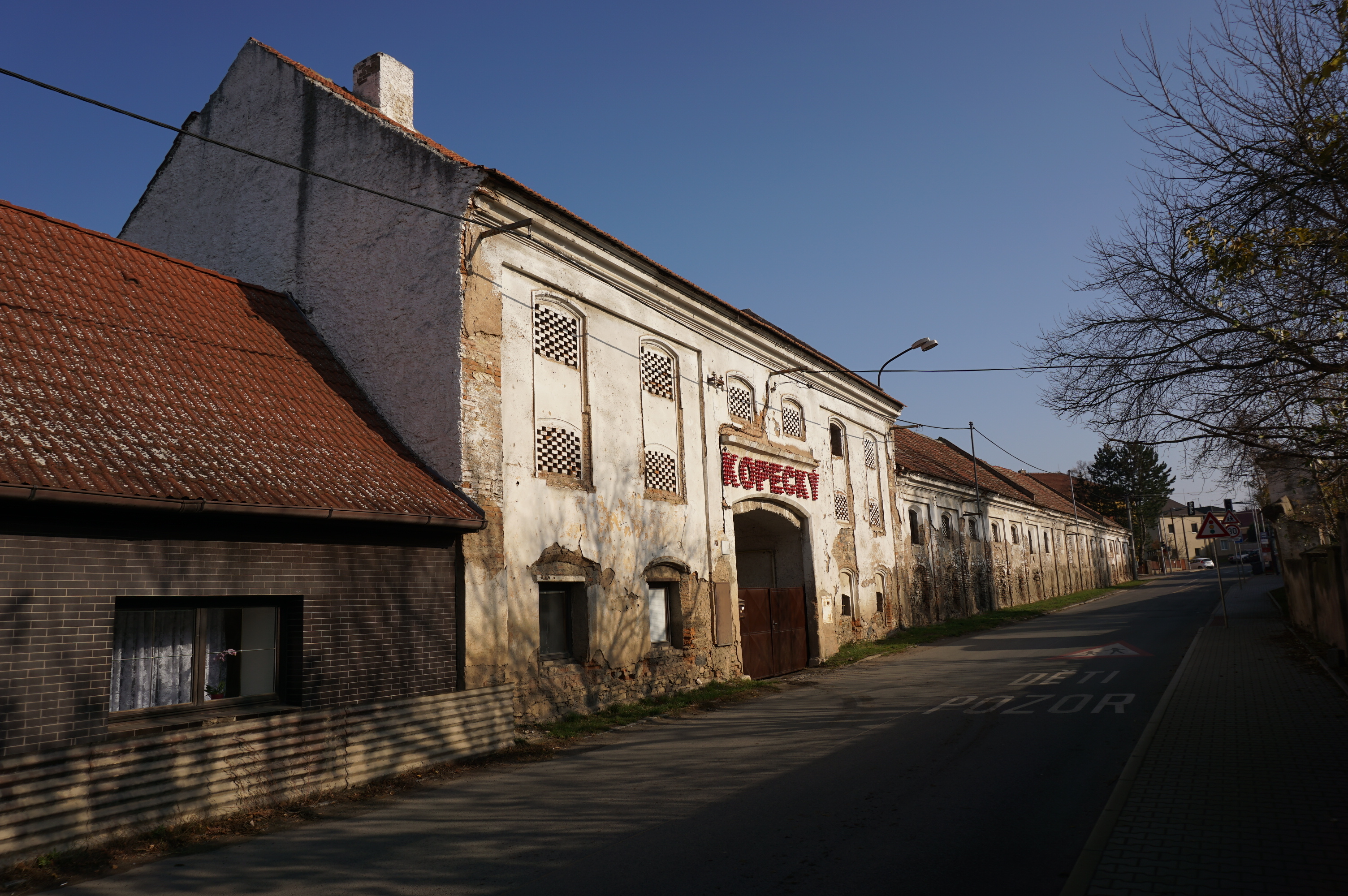
Hospodářský dvůr čp. 21
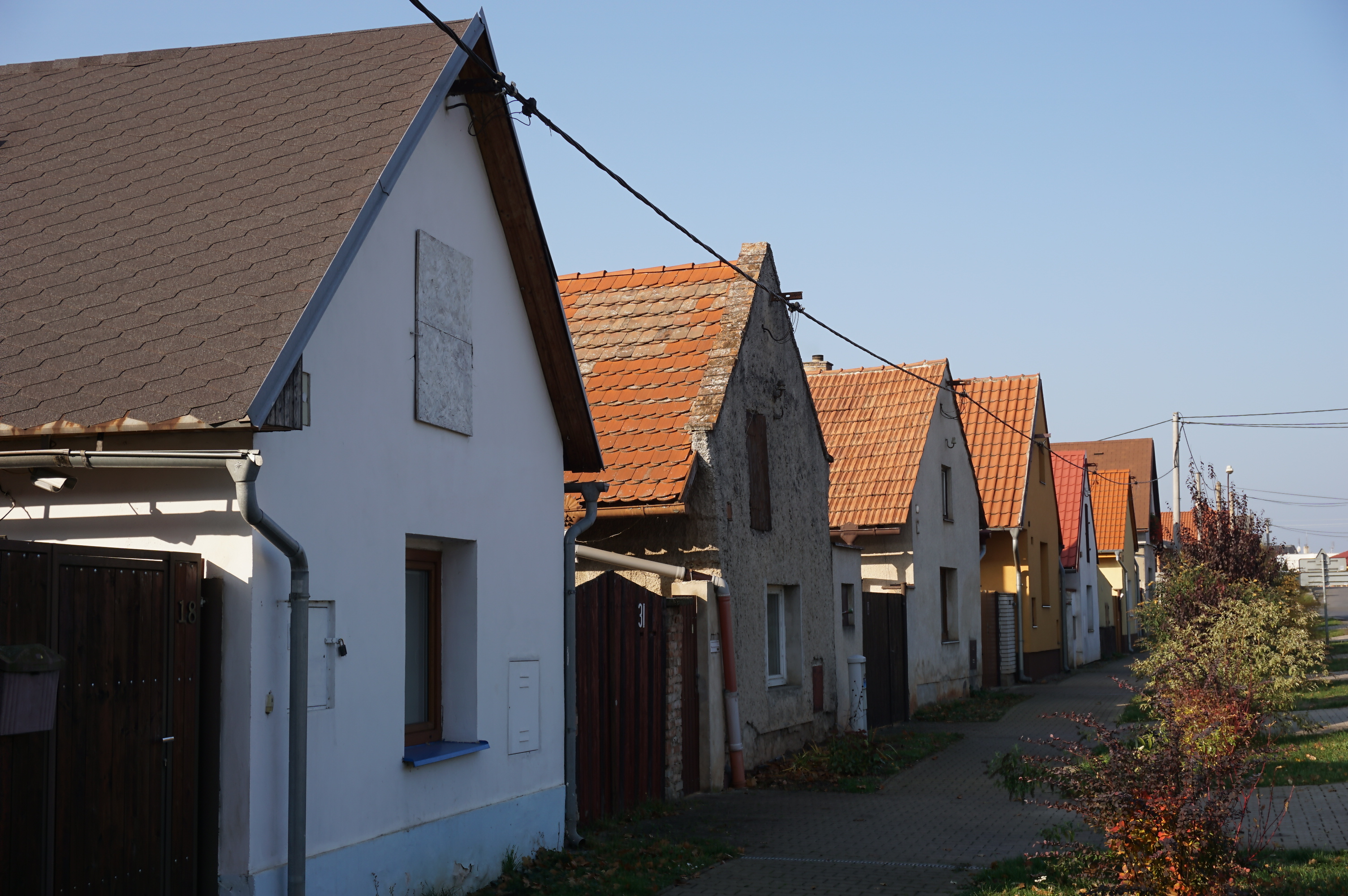
Ulice V Chaloupkách
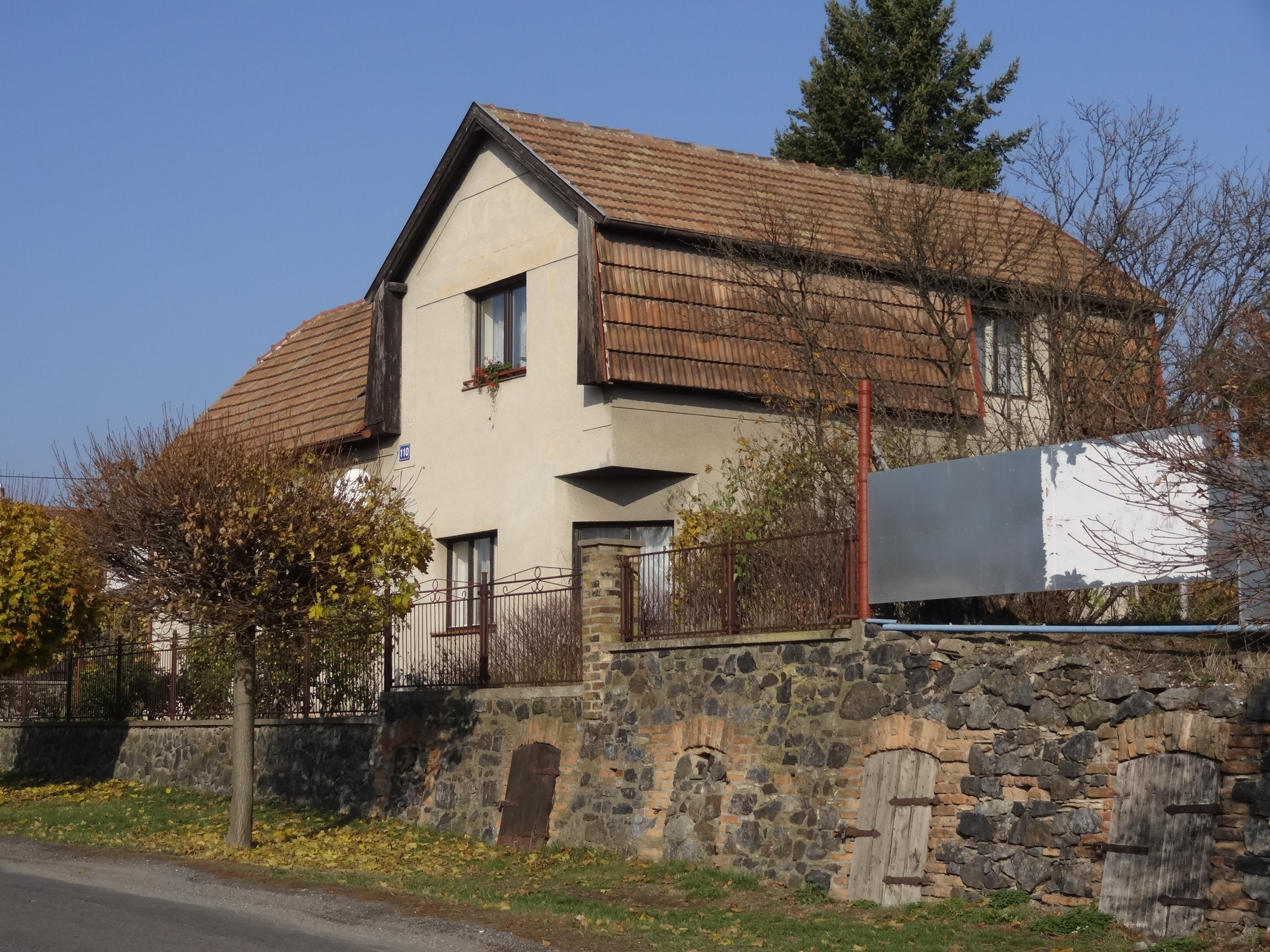
Vila čp. 110
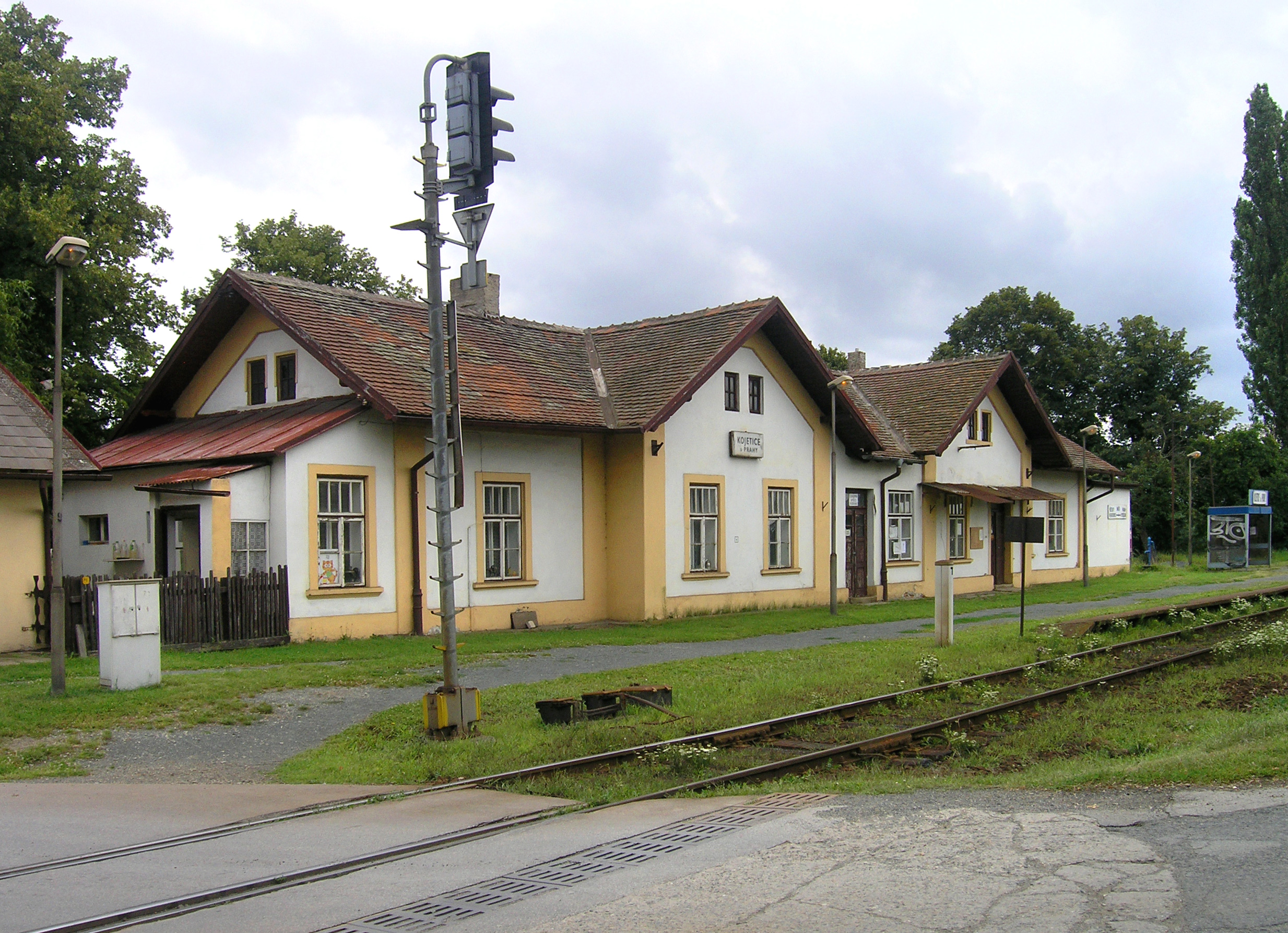
Nádraží Kojetice u Prahy
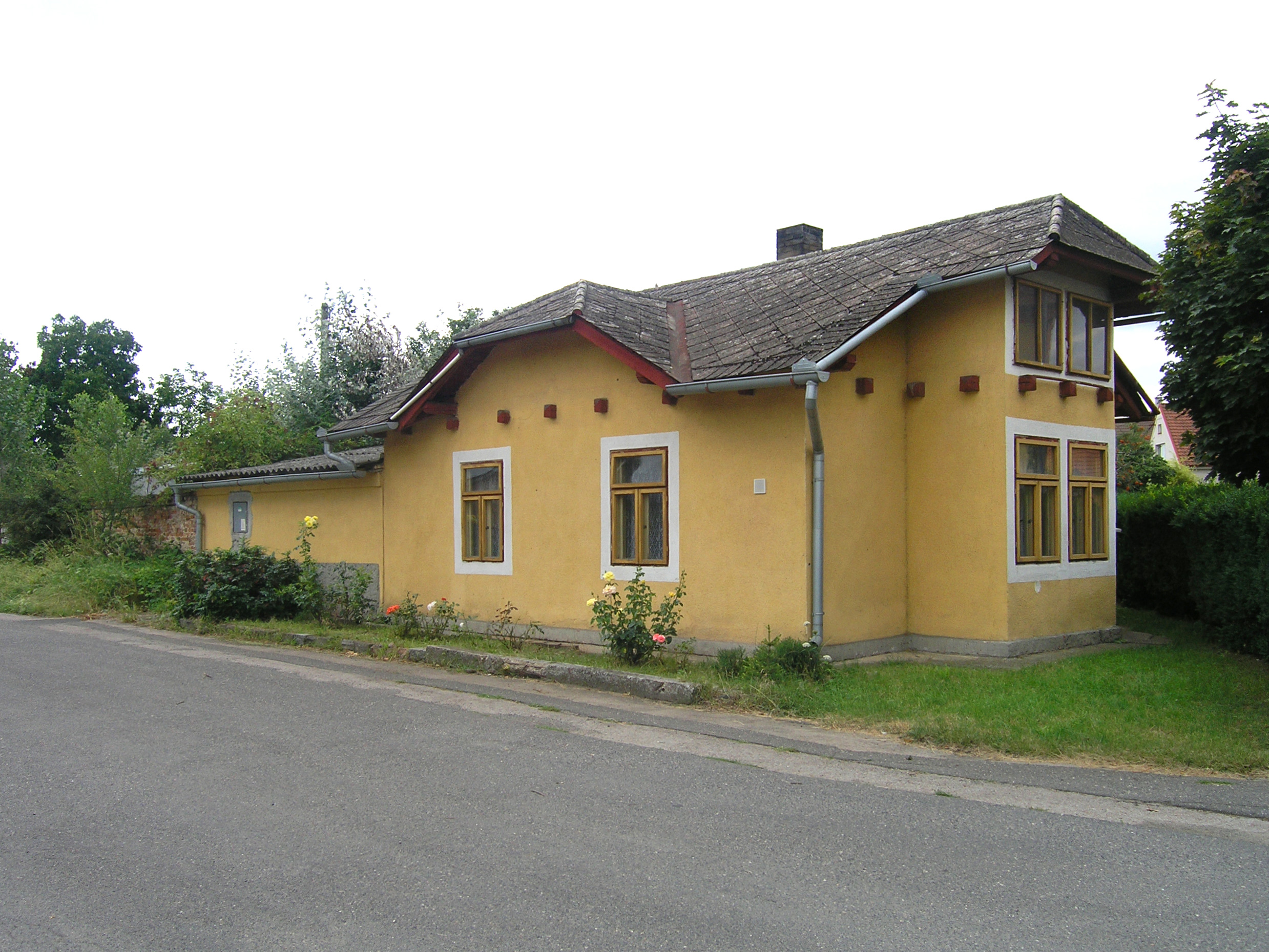
Domek za nádražím
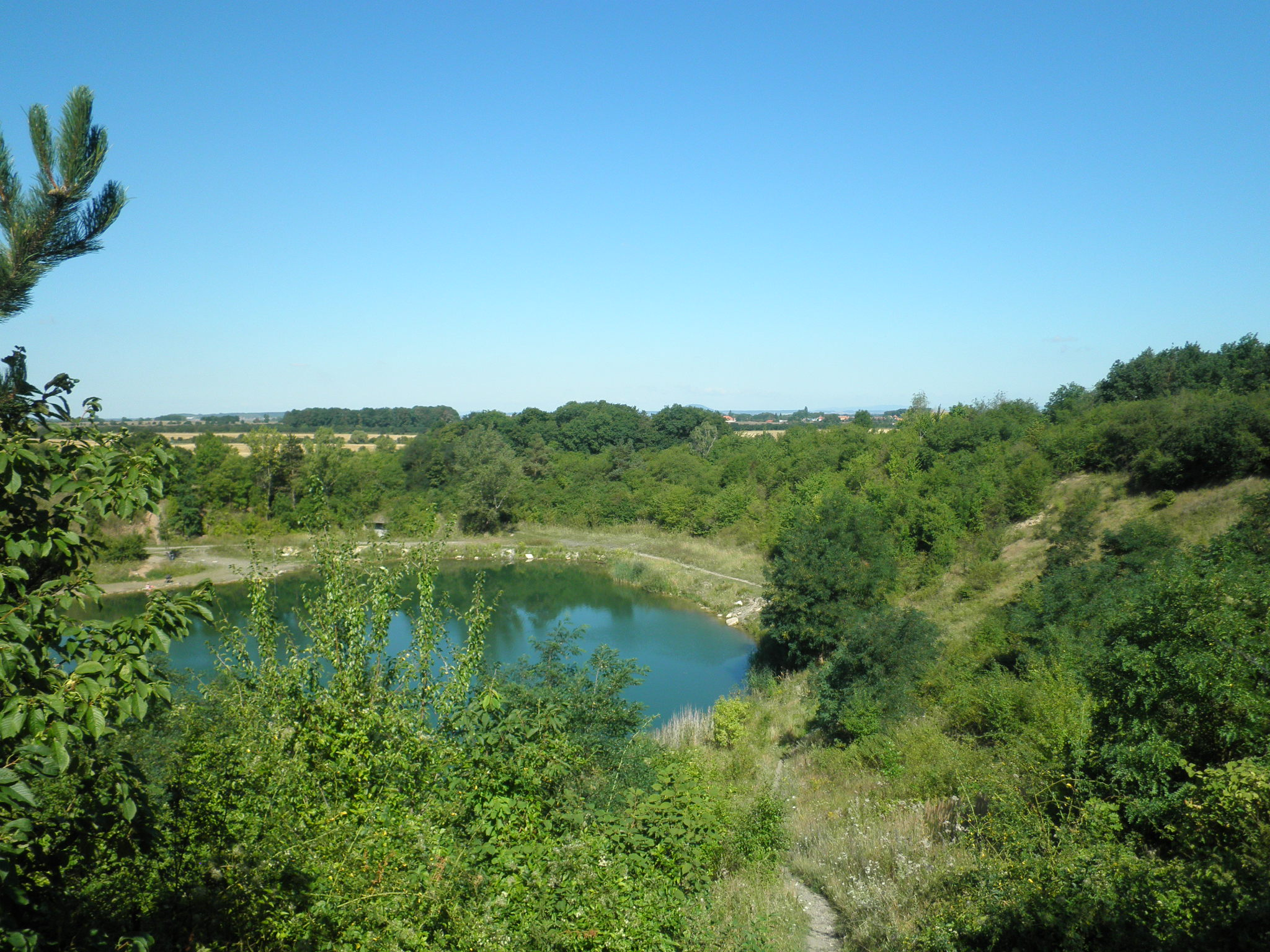
Lom